# Dodge City
La ciudad de Dodge (en inglés, Dodge City), es la sede del condado de Ford en el estado de Kansas, en los Estados Unidos. Su población estimada en 2006 era de 26 101 habitantes. Fue un importante centro de negocios relativos a la ganadería en la segunda mitad del siglo XIX, por lo que por su historia ocupa un importante sitio en la expansión de la frontera en este país. Entre sus fuentes de ingresos económicos más relevantes están el turismo y el procesamiento de alimentos.

## Información general

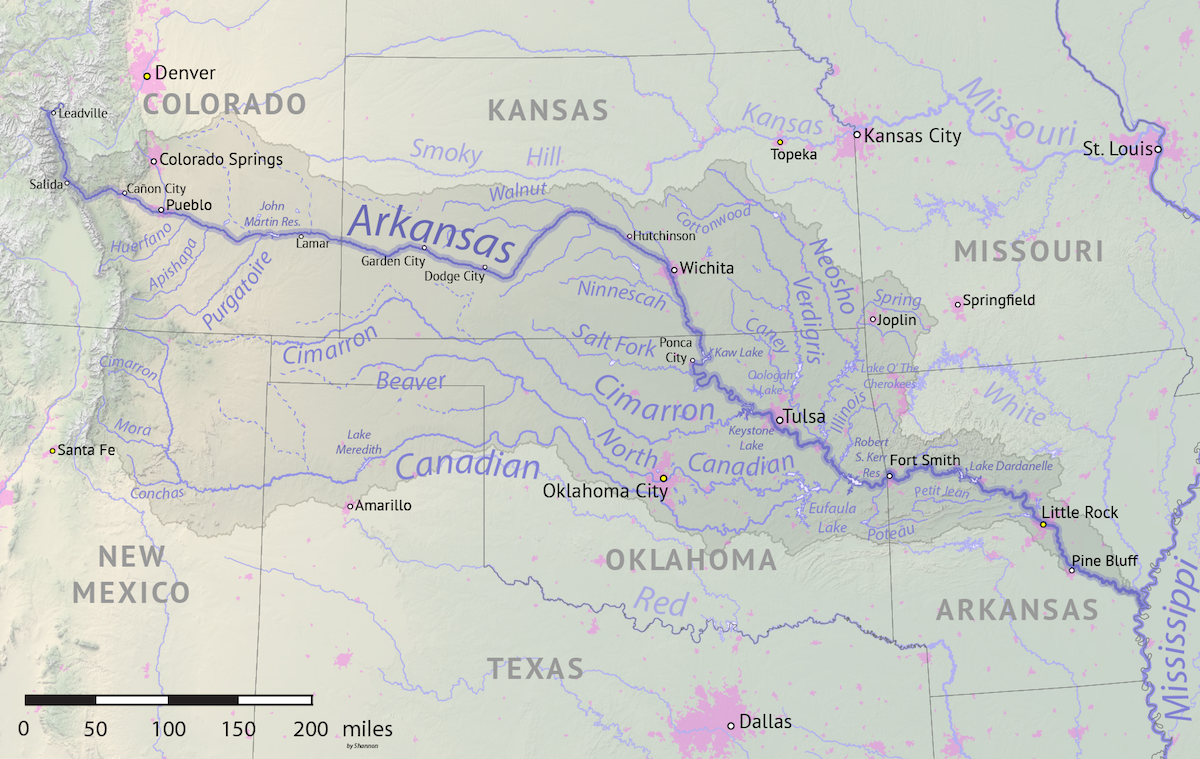
Mapa del río Arkansas en el que aparece —en su curso medio— Dodge City.

La población de Dodge City en 2006 se estimaba en 26 101 habitantes, cuya edad media era 28,9 años. De acuerdo con la distribución racial la ciudad está conformada por un 51,5 % de blancos sin origen hispano, y 42,9 % de hispanos; cubre un área de 32,9 km²; está ubicada a 296 kilómetros de la ciudad de Wichita y 773 km de Dallas, sobre el curso medio del río Arkansas. Su temperatura media durante los meses de noviembre a febrero varía de -1° a 5 °C y en julio-agosto de 26 °C. Tiene historial de tornados. En la localidad se encuentran un hospital (Western Plains Medical Complex) , centros educativos superiores (Dodge City High School, Dodge City Community College, etc.) y educación media; biblioteca (Dodge City Public Library), y centro comercial, entre otros servicios básicos.

## Historia

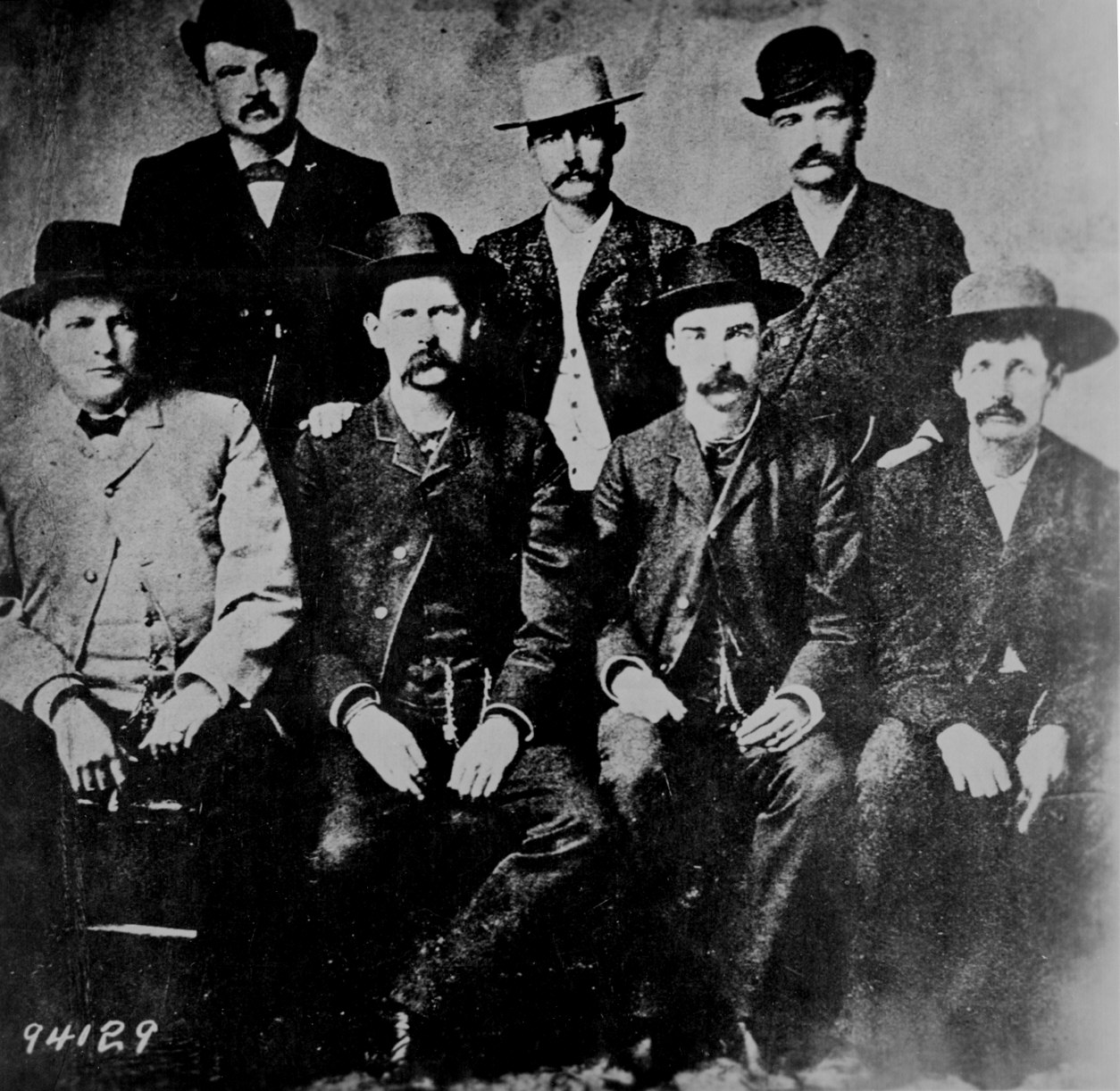
Comité de paz de la ciudad de Dodge City en 1883; de pie: W.H. Harris, Luke Short y Bat Masterson. Sentados: Charlie Basset, Wyatt Earp, Frank McLain y Neal Brown.

Cerca de la actual ciudad se estableció en 1865 el fuerte Dodge, al mando del general Grenville M. Dodge, para la protección de los pioneros que atravesaban el territorio bajo las amenazas de los nativos amerindios. La fortificación estaba cercana al camino de Santa Fe, por lo que pasaban cerca del lugar constantemente caravanas de carretas en un área montañosa. Otra vía más corta, pero más peligrosa, atravesaba un lugar más desolado hacia el río Cimarrón. A pesar de esto, muchos recorrían esta ruta para ahorrar tiempo. A ocho kilómetros del fuerte, en 1871, Henry L. Sitler construyó una casa de adobe, lugar que pasó a convertirse en punto de encuentro de los transeúntes. Pronto lo acompañaría un saloon.
En agosto de 1872 se constituyó la Dodge City Town Company, conformada por negociantes, para trazar y construir una localidad. Se pensó en llamarle Buffalo, pero al saber de la existencia de una ciudad con tal nombre, se optó por Dodge City en honor al fuerte cercano. El siguiente mes una línea ferroviaria alcanzó el lugar, lo que causó un pronto crecimiento entre salas de baile, cobertizos, tienda, restaurante, barbería y herrería. El negocio de productos varios floreció y la localidad albergó a visitantes de diverso origen, entre soldados, cazadores de bisontes, trabajadores ferroviarios, pistoleros y vagabundos; el poblado fue desde entonces inseguro, con incidentes de tiroteos y sin autoridad establecida.
En estos primeros años, Dodge City tuvo en la cacería del bisonte –alentada por el gobierno para menoscabar a los nativos– su actividad principal. Las praderas, en general, estaban llenas de esqueletos y con olor a putrefacción. La piel del animal se comercializaba, y los huesos se usaban como fertilizantes y en cerámica; hacia 1876 el bisonte estaba casi desaparecido, dejando a muchos sin empleo. Sin embargo, otra actividad económica llegó a la ciudad: la ganadería. Se estima que en los diez años siguientes unos cinco millones de cabezas de ganado arribaron al pueblo, avivando su actividad económica.
En esta época llegó desde la localidad de Wichita el reconocido Wyatt Earp, contratado como Chief Deputy Marshall. Haciéndose con un grupo de asistentes (entre ellos Bat Masterson) impuso el orden y delineó dos zonas, en una de las cuales (la del norte) estaba prohibido portar armas por ser lugar de locales comerciales. En la otra (la del sur), las actividades seguirían su curso normal entre tiroteos, burdeles y el bullicio de los saloons. El término “distrito de luz roja” (red light district) se inició en Dodge City debido a que trabajadores del ferrocarril visitaban los prostíbulos con lámparas que irradiaban luz de ese color. 
Earp, después de ausentarse del poblado en búsqueda de oro a finales de 1876 en ruta a Deadwood, regresó a mediados del siguiente año y fue nombrado Marshal para enfrentar la arremetida de los cowboys desde Texas. Organizó, además, un comité de ciudadanos asistentes. A finales de la década, Dodge City ya era reconocida por su infamia en lugares tan distantes como Washington D. C.. El periódico Hays City Sentinel dedicó estas palabras al pueblo: 

Dodge es la Deadwood de Kansas. Sus límites son el lugar de encuentro de todos los bribones desempleados en siete Estados. El negocio principal es la poligamia sin la sanción de religión alguna, su código de moral es el honor de los ladrones, y la decencia no se conoce.

Por el contrario, otro testimonio aseveraba lo siguiente: 

Hay un lado bueno del que nunca se habla. Muchos pendencieros, hombres malos, vinieron a Dodge, y muchos matones. Esto tenía que ser enfrentado por oficiales igualmente pendencieros y matones. Como dice el viejo dicho: “Debes de pelear contra el diablo con fuego”… Por el contrario cada extraño que venía a Dodge City y se comportaba bien, era tratado con cortesía; pero ¡ay de aquel que venía a buscar pelea!. Era tratado pronto de cualquier manera, forma o modo que quisiera.
Muchas veces he visto la caballerosidad extendida a las damas en las calles por estos hombres bruscos que dieron crédito a esos caballeros de la antigüedad. Cuando alguien, estando borracho, y probablemente sin intención, atropellaba a una dama en público, era puesto en su lugar siendo golpeado por alguno de sus acompañantes, quien le decía: “Que nunca te vea insultar a una dama otra vez”. De hecho la caballerosidad de Dodge hacia el bello sexo y los extraños era proverbial. Nunca en la historia de Dodge fue maltratado un extraño, por el contrario, la más alta cortesía era dada hacia ellos en cualquier circunstancia, y nunca hubo una ciudad de la frontera cuya liberalidad excediera la de Dodge.

Durante el verano, el asentamiento bullía con la llegada de los vaqueros que terminaban sus travesías arreando ganado desde Texas por las rutas Chisholm, Western o la de Texas. Los saloons estaban en efervescencia, y los juegos de apuestas variaban desde unos centavos a miles de dólares. En 1878, el Long Branch Saloon fue adquirido por un par de empresarios que hicieron de este establecimiento el más reconocido de Dodge City. 
En 1879 Wyatt Earp abandonó la ciudad, dirigiéndose a Tombstone, Arizona. En la siguiente década, el camino de santa Fe decayó debido a la expansión del ferrocarril. En 1882 el fuerte Dodge cerró sus puertas al ser innecesaria la presencia militar por la desaparición de los nativos en la zona; hacia 1886 las grandes travesías a campo traviesa de hatos de ganado habían declinado. 
Con todo, la ciudad permaneció en las vívidas historias de los pioneros, que se reflejaron en Dime Novels, películas, radio y televisión. En los tiempos actuales Dodge City se considera una importante referencia de la historia de la expansión de la frontera estadounidense del siglo XIX.

## Turismo

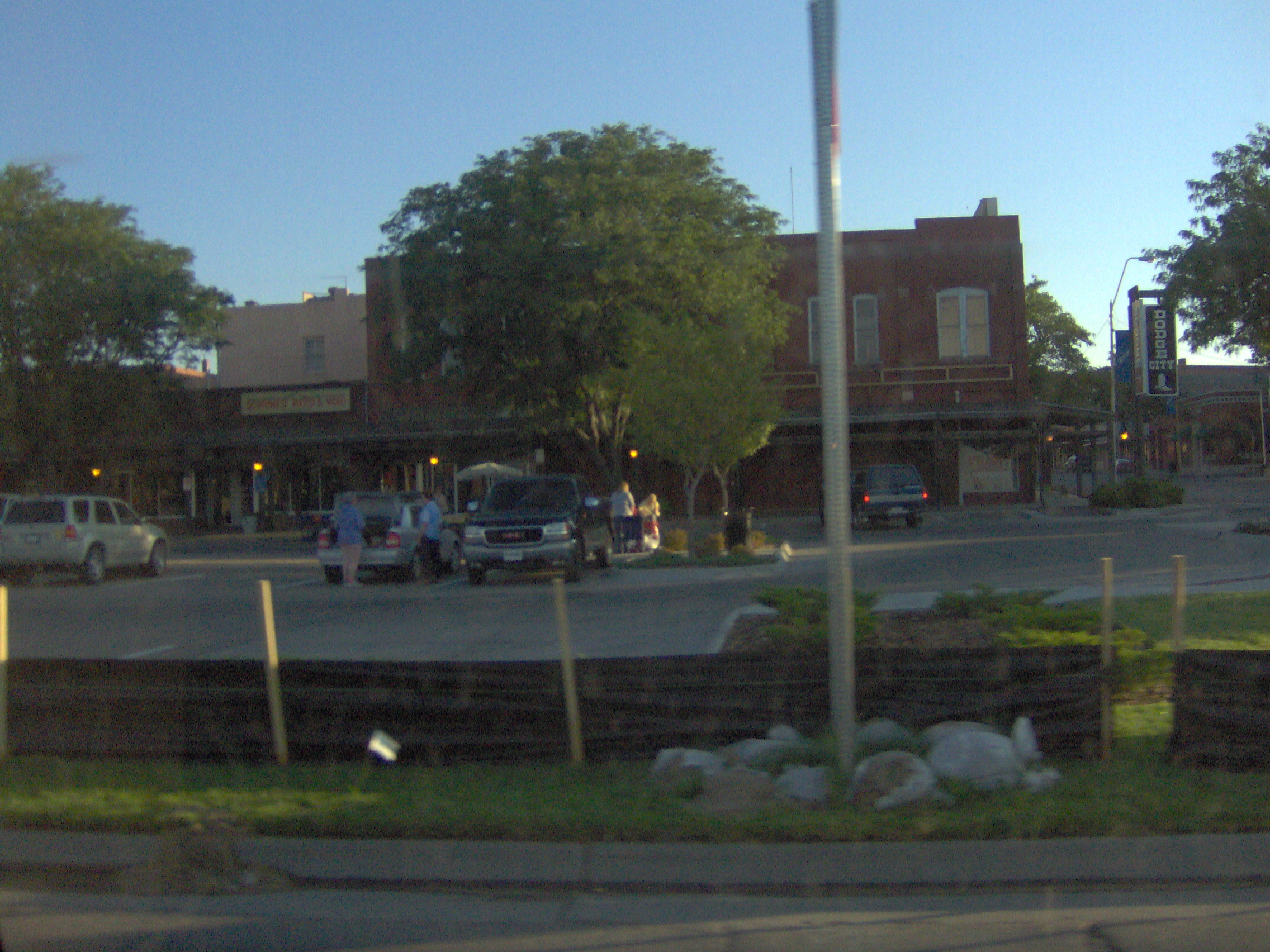
Centro de Dodge City.

Heredera de un pasado ligado al viejo oeste estadounidense, la ciudad está llena de actividades durante todo el año; museos, zoológico, paseos, sitios históricos, pista de carreras, parques, etcétera, que hacen de la ciudad un punto de interés para el turista. 
Sitios de interés: 
- Boot Hill Museum. Ubicado donde estaba el cementerio local Boot Hill, sitio de recreación histórica.
- Dodge City Raceway Park. Pista para la práctica del automovilismo.
- Dodge City Zoo.
- Fort Dodge.
- Gunfighter's Wax Museum. Lugar donde pueden observarse las figuras en cera de personalidades del Oeste tales como Wyatt Earp, Belle Starr, Calamity Jane, etcétera.
- Long Branch Saloon. Recrea el ambiente del local en sus años de apogeo.

## Cultura popular
Películas y videojuegos relacionadas con Dodge City:
- Dodge City (1939), dirigida por Michael Curtiz.
- Vigilantes de Dodge City (1944), dirigida por Wallance Grisell.
- Duelo de titanes (1956), dirigida por John Sturges.
- The Gunfight at Dodge City (1959), dirigida por Joseph N. Newman.
- GUN, videojuego de PlayStation 2 y PC.
- Serie Supernatural, Temporada 13 Capítulo 6 Título Tombstone.

### En inglés
- dodgecity.org
- visitdogecity.org
- Datos generales de Dodge City en www.city-data.com
- Dodge City, Kansas
- Dodge City, Kansas, History
- A Cowboy in Dodge City, 1882
- Weiser, Kathy (2005), Dodge City - A Wicked Litte Town
- Dodge City en IMDb

- Datos: Q647127
- Multimedia: Dodge City, Kansas / Q647127